# Gröntjärnen (Anundsjö socken, Ångermanland, 706419-160022)
Gröntjärnen är en sjö i Örnsköldsviks kommun i Ångermanland och ingår i Moälvens huvudavrinningsområde. Sjöns area är 0,018 kvadratkilometer och den är belägen 236 meter över havet.